# Vi è ben noto
Vi è ben noto è la ventiduesima enciclica di papa Leone XIII, pubblicata il 20 settembre 1887, scritta all'Episcopato italiano per la dedicazione dell'intero mese d'ottobre alla preghiera del Santo Rosario al fine di migliorare la situazione della Chiesa in Italia e la libertà del Pontefice. L'incipit della lettera recita così:
(Papa Leone XIII, incipit della lettera enciclica Vi è ben noto)
Il Pontefice più volte esortò il popolo cristiano alla recita del Rosario, in particolare nelle encicliche Supremi Apostolatus Officio e Superiore Anno, pubblicate rispettivamente nel 1883 e nel 1884.